# Heinrich Meyer (peintre)
Pour les articles homonymes, voir Heinrich Meyer et Meyer.
Johann Heinrich Meyer, né à Stäfa le 16 mars 1760 et mort à Iéna le 14 octobre 1832, est un artiste peintre et écrivain d'art suisse actif à Weimar. Élève de Johann Caspar Füssli, il s'est installé à Rome en 1784, où il est devenu l'ami de Goethe en 1787, devenant son conseiller en matières artistiques (d'où ses surnoms Kunschtmeyer et Goethemeyer). Il a vécu à partir de 1791 à Weimar, où il a dirigé l'École princière de dessin de 1806 à sa mort.

## Biographie
Fils du marchand Johann Baptist Meyer, bourgeois de Zurich, Heinrich Meyer a d'abord pris des leçons de dessin sur son lieu de naissance, à 16 ans. Deux ans plus tard, Johann Caspar Füssli (1707–1782), père de Johann Heinrich Füssli, lui a fait découvrir l'œuvre de l'historien d'art allemand Johann Joachim Winckelmann (1717–1768), dont l’Histoire de l'art dans l'Antiquité avait été publiée à Dresde en 1764. Avec son idéal de beauté, de noble simplicité et de grandeur tranquille, celle-ci a eu une profonde influence sur le jeune Meyer.
En 1784, il s'est rendu à Rome, où il s'est lié avec la colonie allemande locale. En 1786, il y a rencontré Goethe, qui a témoigné de ses connaissances de l'art antique. À partir de 1788, Meyer a enseigné l'art à Naples, où il est devenu l'ami du peintre Johann Heinrich Wilhelm Tischbein (1751–1829). À Naples, il a rencontré la duchesse de Weimar Anne-Amélie (1739–1807) et Herder (1744–1803). Il a croisé à nouveau Goethe à Venise en 1790 et est parti à Weimar en 1791. Il a passé le reste de son existence en Thuringe, sauf pour quelques voyages.

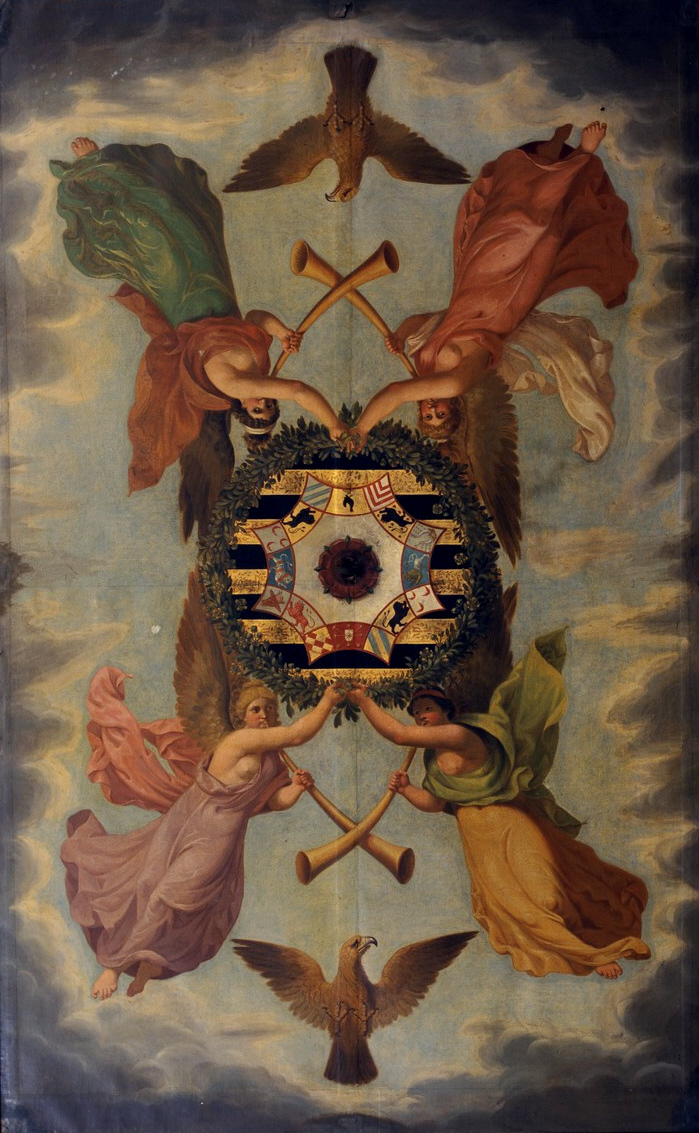
Quatre victoires avec les armes de Weimar, plafond du Château de Weimar, vers 1802.

Jusqu'à 1802, il a vécu dans la maison de Goethe, dont il a dirigé la reconstruction en style classique. Il est devenu professeur à l'École princière de dessin de Weimar en 1795, puis son directeur en 1806. Il a étudié l'art à Florence et à Rome entre 1795 et 1797. En 1799, il a rénové les peintures et la décoration du Château de Weimar. En juillet 1798, il a lancé avec Goethe le journal Propyläen (Propylée), successeur du mensuel d'inspiration néo-classique Die Horen (de) fondé par Schiller en 1795. Meyer avait déjà participé à Horen, où il commentait l'histoire de la peinture moderne. Propylaën a disparu en 1800, mais jusqu'en 1805 Goethe et Meyer ont distribué un prix Propylaën pour les arts visuels. Depuis Berlin, le sculpteur Johann Gottfried Schadow (1764–1850) s'est moqué en 1801 des deux « critiques d'art » de Weimar. L'année suivante, Meyer et Goethe ont également été épinglés dans une chronique anonyme du Zeitung für die elegante Welt (de) (Journal du beau monde) de Leipzig, à la grande fureur de Goethe. L'éditeur Anton Kippenberg (1874–1950) a découvert en 1925 que ce chroniqueur anonyme était Maria Karoline Flachsland (de), la femme de Herder. À partir de 1806, découragés par ces humiliations, Goethe et Meyer ont cessé d'attribuer leur prix.
En janvier 1803, Meyer a épousé Amalie von Koppenfels, de Weimar, de onze ans sa cadette. Le couple a commencé par habiter Iéna, avant de revenir à Weimar. Ils n'ont pas eu d'enfants mais semblent avoir vécu heureux. Amalie est morte en 1825. Meyer ne s'est pas remarié.
En 1804, l’Allgemeine Literatur-Zeitung (de) de Iéna a commencé à publier des contributions sur l'histoire de l'art sous les lettres W.K.F. Celles-ci dissimulaient les amis de l'art de Weimar (en allemand Weimarischen Kunstfreunde), soit Goethe, Meyer, Carl Ludwig Fernow et Friedrich August Wolf. Fernow a publié avec Goethe en 1805 Winckelmann et son siècle, puis les œuvres complètes de Wickelmann avec Meyer. À partir de 1816, les essais classiques signés W.K.F. dans le journal de Goethe Über Kunst und Altertum (de) sont l'œuvre du seul Meyer.
En 1807, Meyer a été nommé conseiller à la cour de Weimar. De 1809 à 1815 il s'est consacré à l'écriture de son Histoire de l'art (publiée à titre posthume en 1974). Les trois volumes de son Histoire des arts visuels chez les Grecs sont parus à Dresde de 1824 à 1836. Meyer a aussi contribué au Traité des couleurs de Goethe – notamment sur les couleurs des vieux maîtres –, Goethe s'appuyant sur son jugement en matière artistique.
En 1808, Meyer a joué un rôle de médiation entre Goethe et le duc Charles-Auguste lors de leur différend au sujet du théâtre de la cour de Weimar. Il est resté 45 ans ami de Goethe, auquel il n'a survécu que quelques mois.